# Шветлосц

Шветлосц

«Шветлосц» («Švetlosc») — літературно-мистецький квартальник русинів у Югославії, видання «Руского Слова», виходив у Руському Керестурі в період 1952—1954 років, знову почав виходити з 1966.
«Шветлосц» містив поезію і прозу, популярні і наукові статті з мови, історії та фольклору югославських русинів, знайомив з літературною творчістю інших народів і був своєрідним мостом між югословською культурою й культурою ініших країн, передусім УРСР і Чехо-Словаччини.
У «Шветлосці» друкувались письменники старшої (Я. Фейса, М. Вінай, М. Ковач, Є. Кочіш, Г. Надь), середньої (М. Кочіш, В. Мудри, В. Костельник, М. Колошняї, М. Будинський, Л. Будинський Фальц, Дж. Латяк, М. Скубан) і молодшої (Дж. Папгаргаї, Г. Гафіч, А. Прокоп, М. Стрібер, Б. Весермінії, І. Гарди, Дж. Грубеня) генерацій.